# 魯什維爾鎮區 (伊利諾伊州斯凱勒縣)
魯什維爾鎮區（英語：Rushville Township）是位於美國伊利諾伊州斯凱勒縣的一個行政鎮區。

## 地方資料
根據2010年美國人口普查的數據，魯什維爾鎮區的面積為94.90平方千米，當中陸地面積為94.30平方千米，而水域面積為0.60平方千米。當地共有人口2471人，而人口密度為每平方千米26.04人。